# Хаджила-Алі ал-Акуші
Хаджила-Алі (Акуша, Акуша-Дарго — 1881, Акуша, Дагестанська область, Російська імперія) — дагестанський учений-арабіст, вважався одним з кращих мударисів і факіг Дагестану. Член обласного шаріатського суду. Вчитель Алі-Хаджі Акушинського.

## Біографія

### Юність
Ім'я Хаджила-Алі даргінською мовою означає «Алі, син Хаджі».

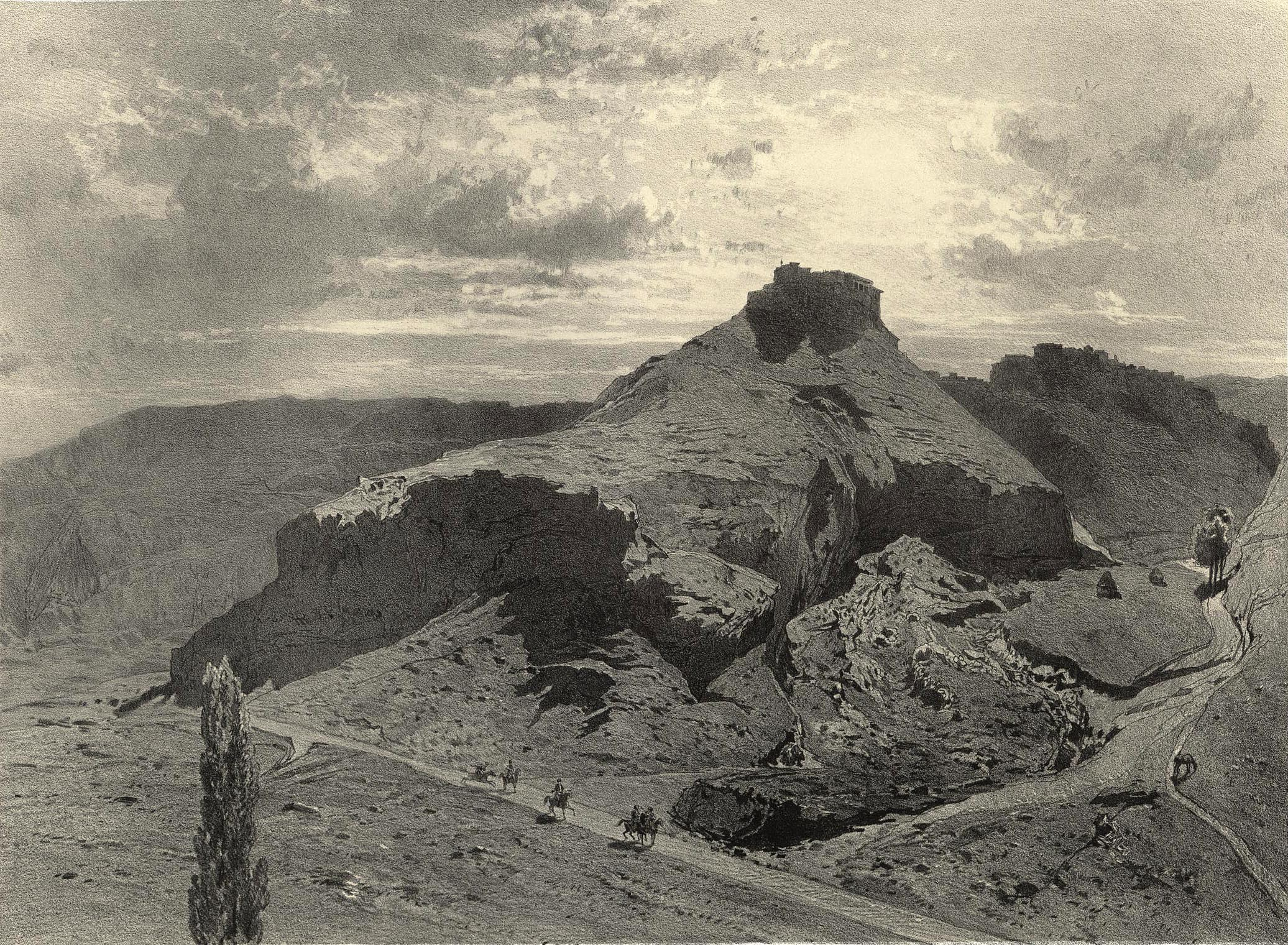
Акуша. Картина Григорія Гагаріна, 1847

Здобув традиційну ісламську освіту у своєму рідному селі Акуша, удосконалював свої знання, як учень у відомих у Дагестані акушинських алімів Барка Каді та Мірза Мухаммада. Потім поїхав до Аварії, де навчався у Саїда Араканського, Хедулава Кудалінського й інших.

### Громадська діяльність
Арабісти Дагестану вважали Хаджіла-Алі одним з найсильніших вчених-арабістів, які розбиралися майже у всіх науках, відомих тоді, а також одним з найкращих мударисів (вчителів). Алі викладав в акушинському медресе. Хаджіла-Алі вступав у різні полеміки з теологічних питань, і в Дагестані зважали на його думку.
Хаджіла-Алі був прихильником розв'язання всіх питань життя на основі шаріату і критикував кадіїв, які вдавалися до адатів і звичаїв.
1873 року російський дослідник Володимир Вільєр де Ліль-Адам подорожував Даргінським округом і в серпні відвідав Акушу, де зустрівся з багатьма почесними особами села, зокрема з Алі. У своїх записках він описав зустріч з ним і його зовнішність:
|  | На другий ранок відвідали мене почесні особи Акуші, між якими чільне місце займав страшій молла Гаджила-Алі-будун, тобто будун (або молла) Алі, син Гаджі, відомий своєю вченістю не тільки в Дагестані, але, як мені говорили, навіть у Туреччині, звідки до нього іноді звертаються за порадами. На щастя, він не фанатик, і кілька разів своїм впливом утримував своїх земляків від спалахів. На вигляд Гаджила-Алі не схоий на патріарха цілого населення: маленькі очі його весело дивляться, кругле обличчя його має жовіальний вираз, і руда, фарбована борода аж ніяк не надає його показовості. |

### Дискусії з іншими вченими

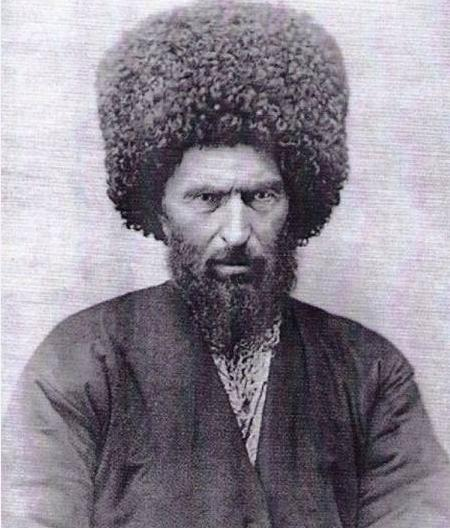
Мухаммад Тахір аль-Карахі

Між Хаджіла-Алі та Мухаммад-Тахіром з Караху виникла полеміка. Причиною був інтерес генерал-губернатора Дагестану князя Миколи Чавчавадзе до питань шаріату. Чавчавадзе просив у Мухамада розробити питання про легітимність застосування назра (обіт і безоплатне дарування майна) та надіслати йому. У шаріатській науці це питання вважалося складним, через що щодо нього ще не було єдиної думки. Чавчавадзе надіслав листа й Алі з цим проханням. Ніхто з них не знав, що питання було доручено не лише йому. Губернатор отримав від них протилежні розв'язання. Тоді Чавчавадзе ознайомив їх і розв'язання один одного — Мухаммад виступав проти назра, Алі — за. Внаслідок цього виникла тривала полеміка і з цього питання, і з інших питань шаріату, які виникли під час дискусії. За словами історика М. Гайдарбекова, перемогу здобув Алі. Листування вчених було переведено на російську мову і опубліковано 1871 року. Оригінальні листи зберігаються у Рукописному фонді ДНЦ РАН.

### Сім'я
Дочка Алі була одружена з Хаджі Омарою, який був ученим-арабістом, а також працював кадієм села Акуша понад тридцять років. 1882 року у доньки Алі народився син, якого назвали Хаджила-Алі. Той пішов стопами батька і діда, присвятивши своє життя релігії, і став відомим і шанованим алімом.
Як писав Назір із Дургелі, Хаджила-Алі, відчувши наближення смерті, покликав свого сина і наказав йому прочитати суру «Я Сін». Син почав читати, батько разом з ним, по завершенні сури Хаджіла-Алі помер. Його поховали в Акуші.

## Праці
Залишив значну спадщину з фікгу, теології. У богословському плані відзначається його трактат про догматику ісламу «Тарджамат ас-сіфат» («символ віри, переконання»), коментарі до навчальних посібників з фікгу, фетві й інше. Мусульманське законодавство було сильною стороною Алі, завдяки чому його призначили членом обласного шаріатського суду і він працював на цій посаді досить довго.
Вів і поетичну діяльність. До нашого часу дійшли його вірші, зокрема «Касида на рими Н». М. М. Мавраєв видав у Темір-Хан-Шурі 1908 року дві книги перекладів текстів про хаджу та правила його вчинення та про правила читання арабо-графічних текстів. Перекладачем був Хаджіла-Алі.
Його сучасник Гасан Алкадарі писав:
|  | У наш час у тому ж Акушинському районі були також справжні вчені, на ім'я Алі-шейх-ефенді та Гаджіл-Алі-ефенді. Вони вмерли, залишивши свої твори; особливо останній ефенді залишив багато творів, зокрема і промовисті арабські вірші. |

Назір із Дургелі також характеризував Алі:
|  | Великий, видатний учений, талановитий факіх, він уславився своїм голосом, справи його йшли успішно. Головне його заняття - це була мусульманська юриспруденція (фікг) шафіїтського мазхаба, - нехай буде задоволений ним Аллах. Він автор цінних праць. Серед його творів «Тарджамат ас-сифат» за акидою, а також касида на «нун» разом із коментарем, в якому він паплюжив каді, які судили не за шаріатом, а за традицією та звичаєм. |

## Виноски
1. ↑  Мударис — викладач в медресе
2. ↑  Відомості про хаджу та правила його вчинення
3. ↑  У збірнику містяться правила читання арабомовного тексту (рецитація), вірші різних авторів.
4. ↑  Короткий виклад морально-етичних норм
5. ↑  Про віровчення ісламу